# Изола (Равена)
Изола је насеље у Италији у округу Равена, региону Емилија-Ромања.
Према процени из 2011. у насељу је живело 235 становника. Насеље се налази на надморској висини од 85 м.